# Gabinet Woodrowa Wilsona
Gabinet Woodrowa Wilsona – powołany i zaprzysiężony w 1913, po wyborach w 1912.

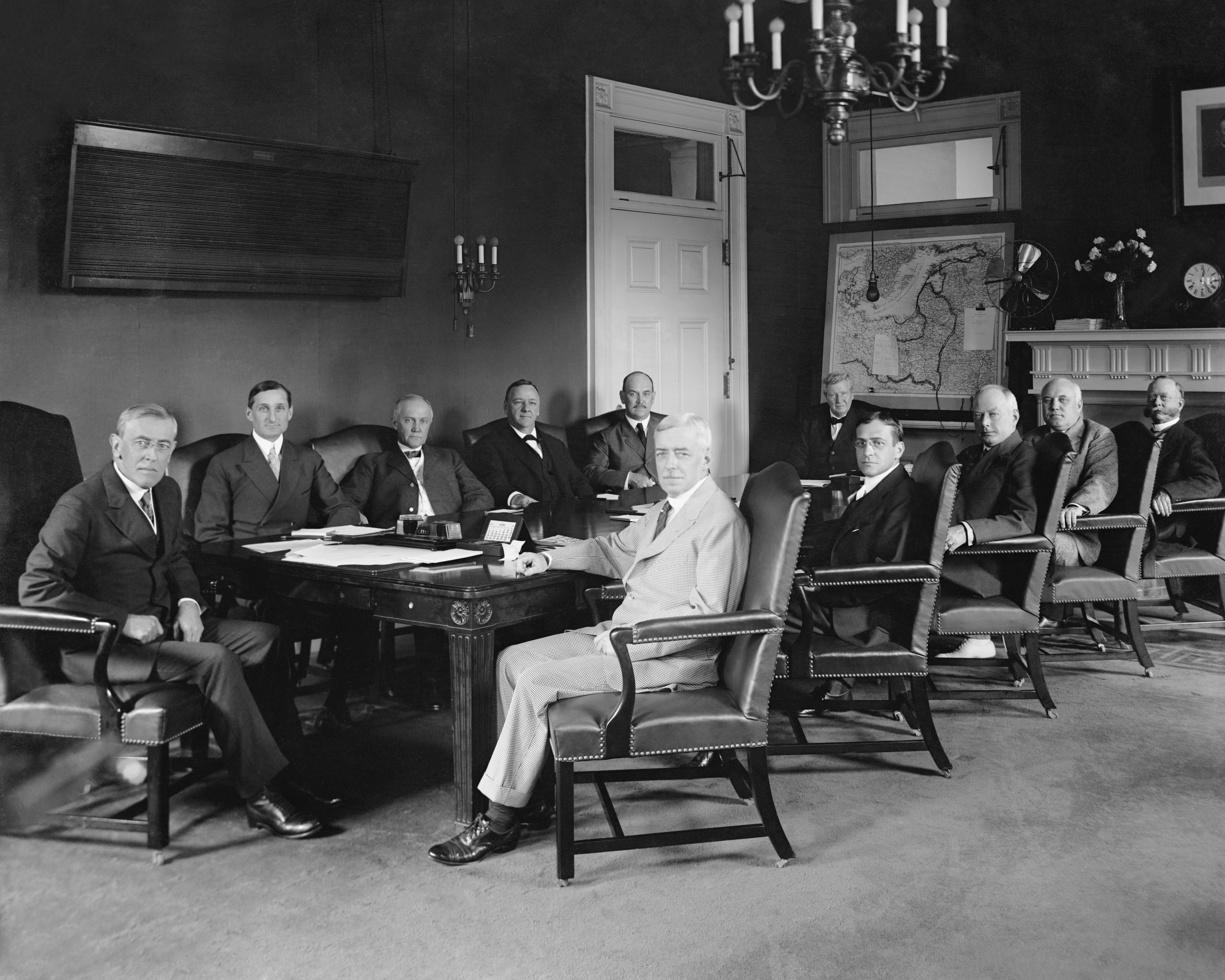
Woodrow Wilson i jego gabinet w 1916 roku.

| Departament/Funkcja            | Imię i nazwisko                                               | Kadencja                            |
| ------------------------------ | ------------------------------------------------------------- | ----------------------------------- |
| Prezydent                      | Woodrow Wilson                                                | 1913 – 1921                         |
| Wiceprezydent                  | Thomas R. Marshall                                            | 1913 – 1921                         |
| Sekretarz stanu                | William Jennings Bryan Robert Lansing Bainbridge Colby        | 1913 – 1915 1915 – 1920 1920 – 1921 |
| Sekretarz skarbu               | William Gibbs McAdoo Carter Glass David F. Houston            | 1913 – 1918 1918 – 1920 1920 – 1921 |
| Sekretarz wojny                | Lindley Miller Garrison Newton Diehl Baker Jr.                | 1913 – 1916 1916 – 1921             |
| Prokurator generalny           | James Clark McReynolds Thomas Watt Gregory A. Mitchell Palmer | 1913 – 1914 1914 – 1919 1919 – 1921 |
| Dyrektor Generalny Poczty      | Albert S. Burleson                                            | 1913 – 1921                         |
| Sekretarz marynarki            | Josephus Daniels                                              | 1913 – 1921                         |
| Sekretarz zasobów wewnętrznych | Franklin Knight Lane John Barton Payne                        | 1913 – 1920 1920 – 1921             |
| Sekretarz rolnictwa            | David F. Houston Edwin T. Meredith                            | 1913 – 1920 1920 – 1921             |
| Sekretarz handlu               | William C. Redfield Joshua W. Alexander                       | 1913 – 1919 1919 – 1921             |
| Sekretarz pracy                | William Bauchop Wilson                                        | 1913 – 1921                         |